# Hugo Borchardt

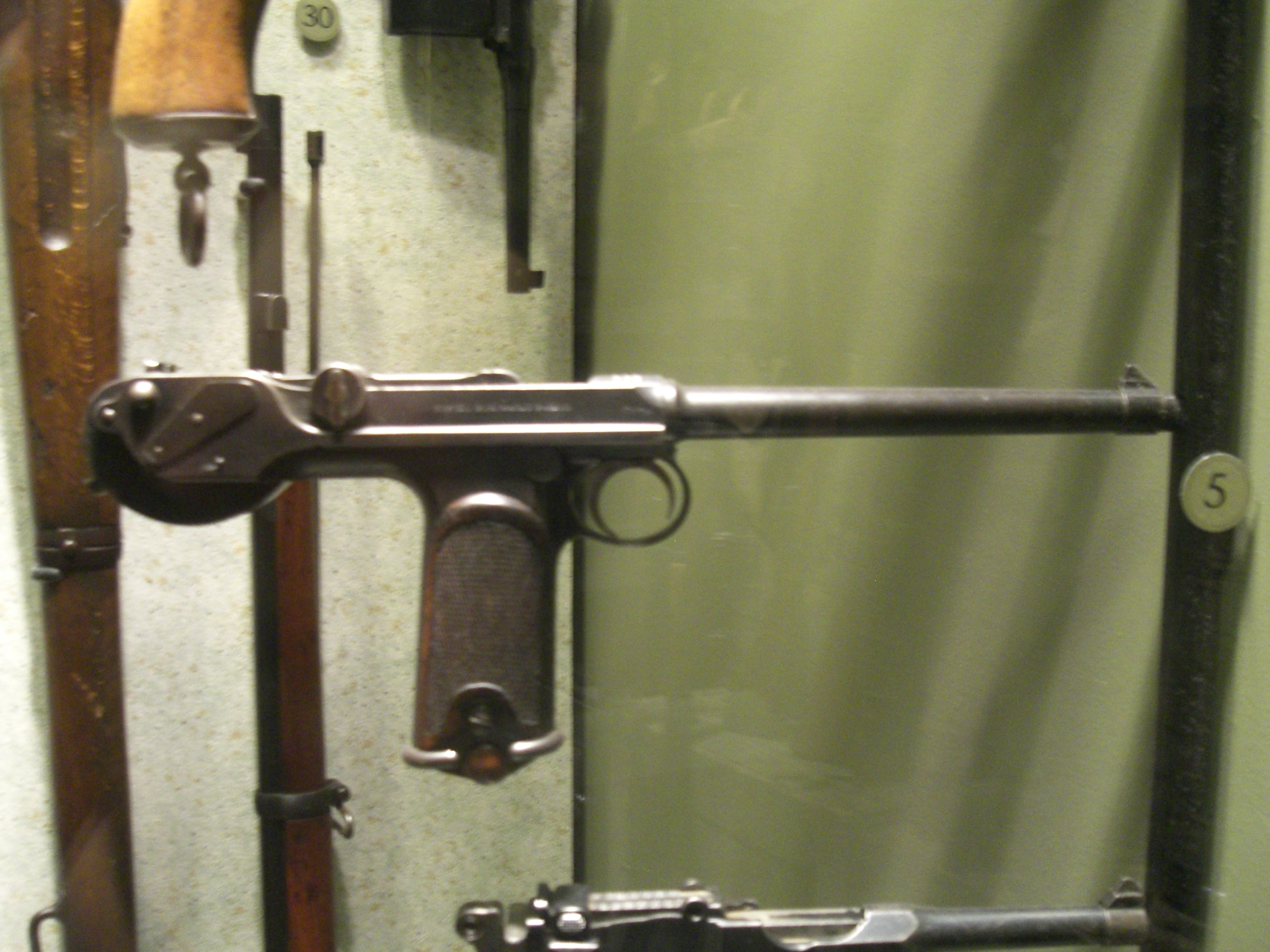
Canó autopropulsat Borchardt C-93.

Hugo Borchardt (6 de juny de 1844 – 8 de maig de 1924) va ser un enginyer alemany que va inventar armes de foc. Nasqué a Magdeburg, Alemanya. Va inventar la pistola Borchardt C-93 i el rifle model Sharps-Borchardt Model 1878.
El 1860 emigrà als Estats Units i el 1872 va ser Superintendent d'Obres per a Pioneer Breech-Loading Arms Co. de Trenton, Mass.. El 1874 treballà per a Singer Sewing Machine Co., i després per a Colt's Patent Firearms Manufacturing Co., més tard anà a Winchester Repeating Arms Co., i va ser Superintendent i Tresorer de Sharps Rifle Co. el 1876.
Després de la dissolució de Sharps Rifle Co. el 1881, Borchardt tornà a Budapest on treballà per Fegyver és Gépgyár Részvénytársaság i el 1890 en va ser director. També va treballar per a Remington Arms (1890-1892)en relació al desenvolupament d'un rifle per a la U.S Army.
Cap a 1893 Borchardt associat a Ludwig Loewe & Company de Berlín, produí la pistola semiautomàtica C-93.
Borchardt mori de pneumònia a Berlin-Charlottenburg el 1924.

## Patents d'armesde foc
U.S.
- #185,721 26 de setembre 1876
- #206,217 23 de juliol 1878
- #273,448 6 de març 1883
- #571,260 1896
- #987,543 21 de març 1911

Alemanya
- #75,837 9 de setembre, 1893
- #77,748 18 març, 1894
- #91998 10 octubre, 1896
- #227,078 27 Febrer, 1909

Gran Bretanya
- #18,774 1 de novembre 1893
- #29,622 20 febrer, 1909